# Bernard Cabanon
Pour les articles homonymes, voir Cabanon.
Bernard Cabanon (23 décembre 1766, Cadix - 8 juillet 1839, Rouen), est un homme politique français.

## Biographie
Bernard Cabanon est le fils de Pierre-Bernard Cabanon, courtier à Cadix. Il est le père de Pierre Cabanon.
Négociant à Rouen, il devient juge au tribunal de commerce en 1814 et adjoint au maire de Rouen pendant les Cent-Jours.
Le 11 septembre 1819, il est élu député par le collège de département de la Seine-Inférieure. Réélu le 24 novembre 1827, puis le 5 juillet 1831, il signa l'adresse des 221 et concourut à l'établissement de la monarchie de Juillet. Passé dans l'opposition à la Chambre, Cabanon donne sa démission de député dans le courant de l'année 1833.

## Sources
- « Bernard Cabanon », dans Adolphe Robert et Gaston Cougny, Dictionnaire des parlementaires français, Edgar Bourloton, 1889-1891 [détail de l’édition]